# Irene Vogt
Irene Vogt (* 15. April 1956 in Feldkirch als Irene Bildstein) ist eine ehemalige österreichische Politikerin (FPÖ) und Angestellte. Sie war von 1994 bis 1996 Abgeordnete zum Vorarlberger Landtag.

## Ausbildung und Beruf
Vogt besuchte nach der Volksschule Feldkirch die Hauptschule Feldkirch und absolvierte danach von 1972 bis 1975 eine Lehre als Einzelhandelskauffrau bei Radio Lampert. Sie arbeitete danach von 1975 bis 1984 in Liechtenstein und Österreich als Bedienstete im Gastgewerbe und war im Anschluss bis 1994 Hausfrau. Zwischen 1995 und 1998 betrieb sie mit dem Café „Bildstein“ bzw. „Pick Up“ eine eigene Gaststätte, danach war sie beschäftigungslos oder stand in beruflicher Weiterbildung. Sie hatte zwischen 1999 und 2005 mehrere  kurzfristige Arbeitsverhältnisse inne und war von 2005 bis 2007 Angestellte einer IT-Firma. 2007 trat sie in den Dienst des Landeskrankenhaus Feldkirch.

## Politik und Funktionen
Vogt war zwischen 1993 und 1998 als Obfrau des Wirtevereines Feldkirch aktiv und wurde 1994 Mitglied der Freiheitlichen Partei Österreichs. Sie wurde am 4. Oktober 1994 als Abgeordnete des Wahlbezirkes Feldkirch im Vorarlberger Landtag angelobt und fungierte dort als Bereichssprecherin für Jugend und Tourismus innerhalb des Freiheitlichen Landtagsklubs. Sie war zudem Mitglied im Landwirtschaftlichen Ausschuss, Mitglied im Kulturausschuss, Mitglied im Sozialpolitischen Ausschuss sowie Ersatzmitglied in den Ausschüssen für Volkswirtschaft, Energie, Umwelt und Volksanwaltschaft. Vogt schied jedoch bereits nach zwei Jahren per 30. September 1996 durch Mandatsverzicht wieder aus dem Landtag aus. Ihren Mandatsverzicht begründete sie dabei mit beruflicher Überlastung.
Sie war des Weiteren von April 1995 bis April 2000 Ersatzmitglied der Stadtvertretung Feldkirch sowie Mitglied des Kultur-, Sozial-, Land- und Forstausschusses und trat 2001 wieder aus der FPÖ aus.

## Privates
Vogt wurde als Tochter des Konditors Karlheinz Bildstein und dessen Gattin Klara Bildstein geboren. Sie heiratete 1986 den aus Liechtenstein stammenden technischen Zeichner Fridolin Vogt, ließ sich jedoch 2004 wieder scheiden. 1984 wurde sie Mutter eines Sohnes.